# Oxypetalum gyrophyllum
Oxypetalum gyrophyllum är en oleanderväxtart som beskrevs av Farinaccio och Mello-silva. Oxypetalum gyrophyllum ingår i släktet Oxypetalum och familjen oleanderväxter. Inga underarter finns listade i Catalogue of Life.